# Soederberghia
A Soederberghia az izmosúszójú halak (Sarcopterygii) osztályába és a tüdőshalak (Dipnoi) alosztályába tartozó fosszilis Rhynchodipteridae család egyik neme.

## Rendszerezés
A nembe az alábbi 2 faj tartozik:
- †Soederberghia groenlandica Lehman, 1959 - típusfaj
- †Soederberghia simpsoni Ahlberg et al., 2001